# Naturschutzgebiet Groppenbruch
Das Naturschutzgebiet Groppenbruch liegt im Dortmunder Stadtteil Groppenbruch in Nordrhein-Westfalen, Deutschland. Es befindet sich nördlich der Autobahn A2 und östlich des Dortmund-Ems-Kanals. Im Norden grenzt es an den Groppenbach. Es umfasst 23,6 Hektar. Das Naturschutzgebiet „Groppenbruch“ wurde am 19. Juni 1986 durch eine einstweilige Sicherstellung von der Bezirksregierung Arnsberg ausgewiesen. Am 30. November 1990 wurde es im Landschaftsplan Dortmund-Nord und am 2. September 2005 in der ersten Änderung zum Landschaftsplan festgesetzt. 

## Beschreibung
Das Naturschutzgebiet liegt am nördlichen Stadtrand von Dortmund. Es grenzt an die Stadt Waltrop und den Lüner Stadtteil Brambauer. Geprägt wurde die Landschaft durch ehemalige Landwehre. Diese markierten die Grenze zwischen der Grafschaft Dortmund und dem Vest Recklinghausen. Ausgebildet waren die Landwehre als doppelter Wall mit dazwischenliegendem Wassergraben. Die Hänge der Wälle wurden mit Gebüsch und Hecken aus Hainbuchen, Weißdorn und auch mit Buchen bepflanzt. Geblieben ist ein Biotopkomplex bestehend aus Laubwald mit einem hohen Altholzanteil und Weidegrünland. Das Gebiet „Gerstloh“ umfasst einen alten Buchen-Eichenwald mit einem hohen Totholzanteil. 
Westlich davon befinden sich Weiden, die in den Uferbereichen des Baches teilweise versumpft sind. Feuchtwiesen kommen hier jedoch nicht mehr vor. Zahlreiche Kleingewässer mit Rohrichten befinden sich innerhalb des Waldes. Diese Alt-Wälder mit großem Altholz- und Totholzanteil bieten zusammen mit unterholzreichen Abschnitten vielen Vogelarten ein ideales Brutgebiet. 
Im Naturschutzgebiet leben Nachtigall, Grün- und Buntspecht, Schleiereule, Steinkauz, Dorngrasmücke, Rebhühner, Wiesenpieper, Bachstelze, und selbst der Kiebitz findet hier ein intaktes Brutgebiet. Die im Naturschutzgebiet vorhandenen Kleingewässer haben zudem eine besondere Bedeutung für Amphibien und auch für Libellen. 
Das Naturschutzgebiet hat in der Kulturlandschaft des Emscherlandes am Rande des Waltroper Flachwellenlandes eine besondere Bedeutung als Rückzugslebensraum und Trittsteinbiotop.

## Schutzziele
Schutzziele für das Naturschutzgebiet sind der Erhalt und die Entwicklung eines Biotopkomplexes, bestehend aus den Landschaftsteilen Altwald, Grünland und Kleingewässer, um den schutzwürdigen Ausschnitt einer struktur- und artenreichen historischen Kulturlandschaft zu erhalten. Zudem soll eine Pufferzone um das Kerngebiet entwickelt werden, auch ist eine Biotopvernetzung zu den in der Nähe befindlichen Schutzgebieten Herrentheyer Wald, Im Siesack und Mengeder Heide wichtig.